# Mysterio
Mysterio és el nom de tres personatges de ficció que apareixen a Marvel Comics. El Mysterio original fou creat per Stan Lee i Steve Ditko i la seva primera aparició va ser a Amazing Spider-Man, número 13, tot i que més tard es va explicar que el seu origen era relacionat amb uns aliens que van aparèixer a Amazing Spider-Man, 2.

## Biografia dels caràcters de ficció

### Quentin Beck
Quentin Beck va néixer a Riverside, Califòrnia. Abans d'esdevenir Mysterio, Beck era un especialista en efectes especial que treballava per un estudi de Hollywood important i les seves aspiracions eren fer-se un nom a la indústria del cinema. Per tal de fer-se famós, va fer-se un uniforme de super-heroi. Es va adonar que, en ser un expert il·lusionista, podia esdevenir un supervillà efectiu. Va triar a Spiderman per ser el seu enemic i va preparar els seus recursos contra aquest. Quentin Beck va esdevenir un dels enemics més elusius i persistents de Spiderman.
Mysterio va ensenyar tots els seus talents a la seva primera batalla contra Spiderman, anul·lant-li el seu "Sentit Aràcnic" utilitzant un gas especial. Ell, més tard, va crear els originals Sinister Six per revenjar-se contra Spiderman. Mysterio va crear l'àlies del psiquiatre Dr. Ludwig Rinehart i va utilitzar la tecnologia i la hipnosis per convèncer a Spiderman que s'estava tornant boig. Mysterio, més tard, va fer-se company amb Wizard (el Mag) amb qui van intentar matar a Spider-man i l'Human Torch (la Torxa Humana, dels Quatre Fantàstics) en un set d'una pel·lícula de Hollywood.
Un temps més tard, el company de cel·la de Beck, Daniel Berkhart, esdevingué el nou Mysterio. Molt més tard, Beck va tornar a assumir la seva identitat de psiquiatre per manipular la Tia May. Un temps més tard, Mysterio va enganyar a Spider-Man fent li creure que ell havia matat a un innocent. Després, Mysterio va intentar atacar a l'equip de super-herois infantils, Power Pack. També fou reclutat pel Doctor Octopus per formar els segons Sinister Six per atacar a Spider-Man.
En altres encontres, Mysterio va fingir la mort de la tieta de Spiderman i es va aliar amb dimonis del Limb (marvel). Tot i això, Mysterio era constantment derrotat per Spiderman i sovint arrestat. Fou molt humiliant, com a supervillà, el moment en què va caure contra els Power Pack.
Després del seu últim empresonament, a Quentin Beck se li va diagnosticar un tumor i un càncer de pulmó, causats per la química i la radiació del seu equip. Li van donar un any de vida. Obsessionat d'aconseguir la revenja final contra Spiderman, es va enfadar quan va veure als diaris que Spiderman era un clon, i no va veure digne atacar a una còpia. Llavors, Mysterio va decidir canviar d'objectiu i atacar a Daredevil.
Després que Kingpin donés tota la informació que tenia sobre el passat de Daredevil, Mysterio va desenvolupar un pla contra aquest. El va manipular perquè matés a un nadó innocent (dient-li que era l'Anticrist). També va intentar manipular al company de Matt Murdock, Foggy Nelson. Però Daredevil va descobrir-lo. Es va acabar suïcidant.

### Daniel Berkhart
Després de la mort de Quentin Beck va aparèixer un nou Mysterio. La gent es preguntava sobre si era Quentin Beck, però Spiderman va descobrir que era Daniel Berkhart, un antic amic de Beck, que també ostentà la identitat de Jack-O-Lantern. Aquest segon Mysterio fou capturat a Spider-Man Unlimited (Vol. III), nº 7 i Quentin Beck va confirmar la identitat d'aquest segon Mysterio a Friendly Neighborhood Spider-Man, nº 12.

### Francis Klum
Francis Klum era un mutant amb poders de teleportació a qui Kingpin li va donar un vestit de Mysterio. Va atacar a Spiderman a: Spider-Man/Black Cat:The Evil That Men Do.

## Retorn de Quentin Beck
Al còmic Friendly Neighborhood Spider-Man, 11, Klum va atacar a l'Spiderman, que havia posat fi a la seva identitat secreta davant de tot el món, atacant l'Institut del que Peter Parker era professor. Per prevenir qualsevol interferència, Klum va rodejar l'escola amb una tarrera de fum tòxic, que va ser identificat per Daniel Berkhart com relacionat amb Mysterio. Beckhart va entrar a la barrera i va ajudar a Spiderman conra Klum. Però abans que aquesta lluita comencés, Klum ja s'havia trobat amb un tercer home vestit amb la disfressa de Mysterio de color púrpura. Aquest es va treure el casc i es va revelar com a Quentin Beck, que aparentment havia tornat de la mort, però que li faltava mitja cara.

## Poders, habilitats i equipaments
Quentin Beck era un dissenyador expert en fer efectes especials i il·lusions, especialista en hipnosi i mag. també és un químic amateur. També té un gran coneixement de tècniques de combat cos a cos, però no posseïa poders sobrehumans.
Daniel Berkhart, un amic i protegit de Beck, suposadament, té les mateixes habilitats que Beck, encara que no se'n sap massa.
Francis Klum va agafar la identitat de Mysterio gràcies a Kingpin. També coneix les tècniques de Mysterio i els seus equips. A més a més, té l'habilitat mutant de teleportar-se a ell mateix i a objectes i l'habilitat de controlar parts del coss d'altra gent.
Mysterio (en totes les encarnacions) té armes personals que inclouen un casc-peixera de plexigras, amb un projector hologràfic i guants i botes armades amb una boqueta de la que surt gas al·lucinogen. Ell va desenvolupar un gas que podia cancel·lar el sentit aràcnid de l'Spiderman. També utilitzava un sonar per moure's entre el fum dels seus gasos. A més a més, disposava de molta tecnologia avançada que no era de la seva creació.

## Altres versions

### Ultimate Mysterio
A Ultimate Spider-Man Annual, 3, hi va aparèixer una versió ultimate de Mysterio. Aquest personatge també va participar en la pel·lícula sobre el Spiderman d'Ultimate. L'actor que feia de Mysterio era Bruce Campbell

## A altres mitjans

### Televisió
- Mysterio, interpretat per Chris Wiggins, apareix el 1967 Spider-Man episodis: "The Menace of Mysterio", "Return of the Flying Dutchman", and "The Madness of Mysterio".
- Mysterio apareix el 1981 a Spider-Man episodi "The Pied Piper of New York Town".
- Mysterio apareix a "Spidey Goes Hollywood" episodi de Spider-Man and His Amazing Friends, interpretat (veu) per Peter Cullen.
- Mysterio a: Spider-Man: The Animated Series, interpretat (veu) per Gregg Berger.
- Quentin Beck a: The Spectacular Spider-Man, interpretat (veu) per Xander Berkeley. Ell ajuda al Chameleon.[10]

### Videojocs
- Mysterio apareix a Spider-Man Questprobe game.
- Mysterio apareix al primer boss de The Amazing Spider-Man per la Game Boy.
- Mysterio apareix al final de la seqüela The Amazing Spider-Man 2.
- Mysterio apareix a la versió Sega CD de The Amazing Spider-Man vs. The Kingpin.
- Mysterio és el villà principal a Spider-Man: Mysterio's Menace
- Mysterio és el villà principal al joc: The Amazing Spider Man.
- Mysterio apareix a Spider-Man: Return of the Sinister Six.
- Mysterio com a cap als jocs SNES i Sega Genesis games based on the animated series.
- Mysterio com a cap a Japanese only Super Nintendo game Spider-Man: Lethal Foes.
- Mysterio com el primer enemic a Game Boy Color game Spider-Man 2: The Sinister Six.
- Mysterio apareix al video joc del 2000 Spider-Man PC, Nintendo 64, Dreamcast, and PlayStation game, interpretat per Daran Norris.
- Mysterio a game based on Spider-Man 2, versionat per James Arnold Taylor.
- Mysterio a: Marvel: Ultimate Alliance. He has special dialogue with Spider-Man.
- Mysterio com el principal antagonista a: Spider-Man: Friend or Foe interpretat per Robin Atkin Downes.
- Mysterio apareix a les versions de la Playstation 2 i PSP de: Spider-Man: Web of Shadows interpretat per Greg Baldwin. És un personatge que ajuda als enemics de Spiderman amb les il·lusions.

### Jocs i col·leccionables
- Mysterio ha estat subjecte de dues figures de Toy Biz sota les seves línies Spider-Man: The Animated Series i Spider-Man Classics.
- Mysterio ha estat reproduït en un mini-bust and té una estàtua per Bowen Designs. Art Asylum també li ha fet un minibust com a part de la seva línia de Rogues Gallery.
- Hasbro afegirà una figura de la versió en joc de la pel·lícula Spiderman 2 sobre Mysterio.
- La Marvel Figurine Collection & magazine ha revelat que la figura número 57 de la col·lecció serà de Mysterio.

### Novel·les
- Mysterio, és un membre de la trilogia de novel·les d'Adam-Troy Castro, Siniser Six. A les novel·les de Castro, és considerat un gai.
- Mysterio apareix en el llibre infantil Spider-Man and the Menace of Mysterio, escrit per Scott Ciencin i publicat per Scholastic Corporation.